# Kendra Chavarría
Kendra Chavarría (nacida el 25 de noviembre de 1989) es una futbolista panameña que juega como mediocampista.

## Trayectoria

### Futbol

#### Dragonas
en el 4 de julio de 2015 fue anunciada como nueva jugadora de las Dragonas de Trinidad y Tobago.

#### CD Universitario
Comenzó a jugar en la Liga de Fútbol Femenino en el 2017 con el club Chorrillo FC que después en 2018 paso a llamarse CD Universitario. Salió campeona de la Liga de Fútbol Femenino 2018, del Torneo Clausura 2019 LFF y del Torneo Apertura 2019 LFF.

#### Tauro FC
en el 2020 fue anunciada como nueva jugadora del Tauro FC. disputando el Torneo Edición 2020 (Liga de Fútbol Femenino) quedando subcampeona.

### Flag Football
También ha sido capitana de la selección nacional femenina de Flag Football de Panamá,  ganando el Campeonato Mundial de Flag Football IFAF 2016. Comenzó a jugar a nivel de clubes en 2011, alineándose como receptor abierto y esquinero en la Liga de Flag Football Femenino de Panamá (LIFFF Panamá).

## Selección nacional

### Categorías inferiores
Chavarría representó a la selección nacional sub-20 en el Campeonato Femenino Sub-20 de la CONCACAF 2006 en México.

### Selección absoluta
Chavarría fue internacional con Panamá en la categoría absoluta durante la clasificación al Campeonato Femenino de CONCACAF 2014.

## Clubes
| Club             | País              | Año         |
| ---------------- | ----------------- | ----------- |
| Dragonas         | Trinidad y Tobago | 2015        |
| CD Universitario | Panamá            | 2017 - 2019 |
| Tauro FC         | Panamá            | 2020        |

## Palmarés

### Futbol

#### Títulos nacionales
| Título           | Club             | País   | Año    |
| ---------------- | ---------------- | ------ | ------ |
| Primera División | CD Universitario | Panamá | 2018   |
| Primera División | CD Universitario | Panamá | 2019-C |
| Primera División | CD Universitario | Panamá | 2019-A |

### Flag Football

#### Títulos internacionales
| Título                              | Club   | País           | Año  |
| ----------------------------------- | ------ | -------------- | ---- |
| Campeonato Mundial de Flag Football | Panamá | Estados Unidos | 2016 |